# Johann Rudolph Ahle
Johann Rudolph Ahle, född 24 december 1625 i Mühlhausen, Thüringen i Tyskland, död 8 juli 1673, var en tysk tonsättare och evangelisk psalmförfattare. Förutom tonsättare var han också kantor i Erfurt 1646-49, organist och i Mühlhausen från 1654, från 1672 även borgmästare. Han var far till Johann Georg Ahle. 
Bland Ahles kompositioner som omfattar flera samlingar andliga konserter, arior och dialoger. Ett urval av hans sånger inklusive en verksförteckning utgavs i Denkmäler deutscher Tonkunst (1901).
Ahle finns representerad i Den svenska psalmboken 1986 med tonsättningen av ett verk som används till två psalmer (nr 379 är samma som nr 406) och en tidigare publicerad psalm (1921 nr 555).
Från hans koralbok Viertes Zehn geistlicher Arien 1662, hämtades melodin till Johan Olof Wallins psalm "Jesu namn begynna skall" (1819 nr 65).

## Psalmer
- Jesu, du, som i din famn (1921 nr 555) tonsatt 1664 och samma som:
  - Du som var den minstes vän (1819 nr 341, 1986 nr 379)
  - Käre Jesus, vi är här (1986 nr 406) Finns på Wikisource.
- Jesus lever, graven brast (ingen svensk psalmbok) tonsatt melodin som publicerades 1687 Finns på Wikisource.
- Jesu namn begynna skall (1819 nr 65) tryckt 1662

- Psalmer i 90-talet
  - 821 Herre, du har anförtrott oss en uppgift i din kyrka, samma som "Jesu, du som i din famn"